# Ližnjan
Ližnjan (wł. Lisignano) – wieś w Chorwacji, w żupanii istryjskiej, siedziba gminy Ližnjan. W 2011 roku liczyła 1340 mieszkańców.